# Enrayure

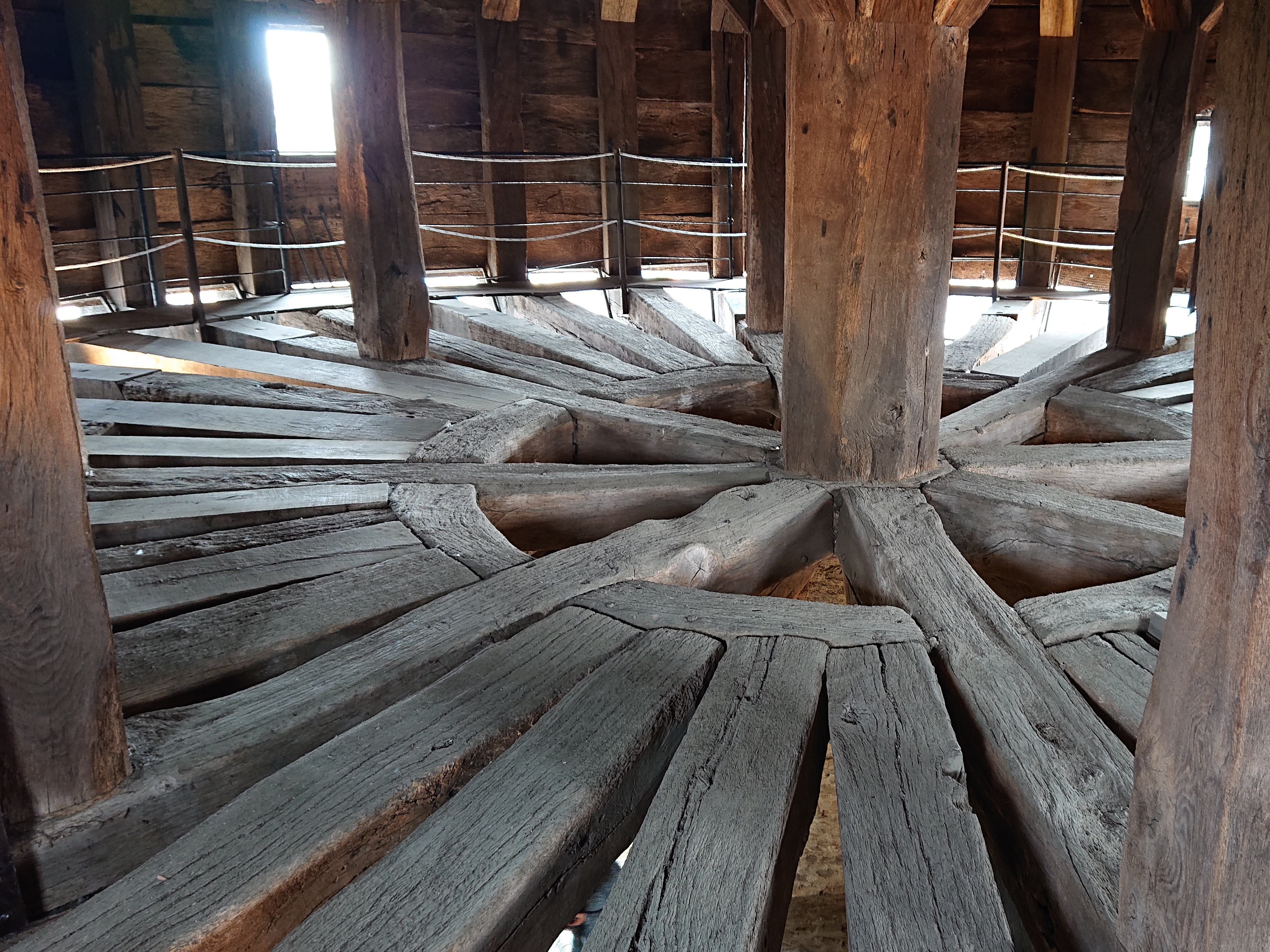
Hourd intérieur enrayure château de Laval.

Une enrayure est l'ensemble des pièces de charpente « horizontales » situés à la base d'arêtiers de charpente rayonnant autour d'un poinçon de ferme. Elle permet de constituer des dômes, des clochers, des croupes de toit aussi bien avec arêtiers de couverture que rondes.
Pour un clocher, pour un dôme à charpente, l'enrayure couvre circulairement la section tout autour du poinçon (quelle que soit la forme de la toiture, circulaire, arrondie ou avec des pans). Des enrayures sont superposées pour un clocher tors. Pour une croupe, l'enrayure couvre un demi-cercle.
Pour une « croupe droite » (à versant) avec trois demi-fermes rayonnant autour du poinçon de la ferme en extrémité de faitage de grand pan versant, croupe faite avec une demi-ferme longue sous chacun des deux arêtiers et une demi-ferme intermédiaire plus courte, l'enrayure en demi-cercle comprend généralement :
- un « demi-entrait » de la demi-ferme intermédiaire rejoignant directement le poinçon à l'angle droit de l'entrait de la ferme complète ;
- deux « coyers » qui servent d'entrait pour leur demi-ferme, un par demi-ferme d'arêtier, coyers appuyés chacun du côté du poinçon sur leur propre gousset ;
- deux « goussets » liant le demi-entrait de la demi-ferme intermédiaire et l'entrait de la ferme complète d'extrémité de faitage, des deux côtés, en dégageant le poinçon non rejoint par les coyers ;
- des « embranchements » rejoignant la panne sablière peuvent être ajoutés.